# Friedrich Judit
Friedrich Judit (1962 –) irodalomtörténész, az Eötvös Loránd Tudományegyetem Bölcsészettudományi Kar Angol–Amerikai Intézet docense.

## Családja
Édesapja Friedrich Ádám kürtművész, édesanyja (Frierich Ádámné Klára) csellóművész.

## Tanulmányai
1981-ben érettségizett a budapesti Szilágyi Erzsébet Gimnáziumban.
1986-ban az Eötvös Loránd Tudománygyetem Bölcsészettudományi Karán szerzett magyar-angol szakos diplomát.
1996-ban szerzett doktori címet az ELTE-n.

## Munkássága
1986-tól oktat az Eötvös Loránd Tudományegyetem Bölcsészettudományi Kar Angol–Amerikai Intézet Anglisztika Tanszékén.
2004-től a The AnaChronist folyóirat szerkesztője.
2009-től az Anglisztikai Tanszék vezetője.
2016. november 10-én a 130 éves az Angol Tanszék című konferencián Friedrich Judit vezette a kerekasztal beszélgetést.
2020-ban elhunyt kollégájáról, Zerkowitz Juditról, az „In Memoriam Zerkowitz Judit”. Társadalmi Nemek Tudománya Interdiszciplináris eFolyóiratban emlékezett meg.
2020 októberében publikálták a Személyes témák, de önmagát hidegnek és szívtelennek beállító költői attitűd című írását Louise Glückről a Literában.

## Kitüntetések
- 2013 – A Magyar Érdemrend lovagkeresztje[9]

## Publikációk
- Friedrich J. (1995). Narration, Identity and Immortality in John Barth's Chimera, In: Szaffkó, Péter; Miriam, Conlon (szerk.) HUSSE papers 1993, KLTE (1995) pp. 225-232.
- Friedrich, J. (1996). Postmodernism in Hungary, ANACHRONIST pp. 1-14.
- Friedrich, J. (2003). Women, HUNGARIAN JOURNAL OF ENGLISH AND AMERICAN STUDIES 9: (1) pp. 23-42.
- Friedrich, J. (2006). Női olvasás, In: Lóránd, Zsófia; Scheibner, Tamás; Vaderna, Gábor; Vári, György (szerk.) Laikus olvasók? A nem-professzionális olvasás értelmezési lehetőségei, L'Harmattan Kiadó (2006) pp. 322-327.
- Friedrich, J. (2011). Blaming Versus Healing, In: Nicolas, Hayoz; Daniela, Koleva; Leszek, Jesien (szerk.) 20 Years after the Collapse of Communism, Peter Lang International Academic Publishers (2011) pp. 629-646.
- Friedrich, J. (2015). A megvalósulatlan álmok kudarca?, TÁRSADALMI NEMEK TUDOMÁNYA INTERDISZCIPLINÁRIS EFOLYÓIRAT 5: (1) pp. 153-168.